# Jungler
Jungler es un videojuego de tipo laberinto de Konami publicado en 1981, originalmente como arcade. En el juego, que Stern distribuyó en los Estados Unidos a partir de 1982, los jugadores controlan una criatura de cuerpo multisegmentado mientras intenta destruir a criaturas enemigas similares disparándoles o comiéndoselas. Una secuela titulada Battle Jungler fue planeado para la PC Engine en 1992, pero fue cancelado.

## Otras Apariencias
- Ungler (de Jungler) fue un personaje desbloqueable en Speed King NEO KOBE 2045 (de 1996).